# Glaucidium nana
Glaucidium nana là một loài chim trong họ Strigidae.